# Spirorbis mentosus
Spirorbis mentosus är en ringmaskart som beskrevs av Bush 1910. Spirorbis mentosus ingår i släktet Spirorbis och familjen Serpulidae. Inga underarter finns listade i Catalogue of Life.